# Nevishögs församling
Nevishögs församling var en församling i Lunds stift och Staffanstorps kommun. Församlingen uppgick 1964 i Staffanstorps församling.

## Administrativ historik
Församlingen har medeltida ursprung.
Församlingen var till 1964 annexförsamling i pastoratet Brågarp och Nevishög som från 1962 även omfattade  Kyrkheddinge församling, Esarps församling och Bjällerups församling. Församlingen uppgick 1964 i Staffanstorps församling.

## Kyrkobyggnader
- Nevishögs kyrka